# Olavi Partanen
Olavi Partanen (Finlandia, 18 de agosto de 1922-15 de junio de 2014) fue un atleta finlandés especializado en la prueba de lanzamiento de disco, en la que consiguió ser medallista de bronce europeo en 1950.

## Carrera deportiva
En el Campeonato Europeo de Atletismo de 1950 ganó la medalla de bronce en el lanzamiento de disco, llegando hasta los 48.69 metros, siendo superado por loa italianos Adolfo Consolini (oro con 53.75 metros que fue récord de los campeonatos, y Giuseppe Tosi (plata con 52.31 metros).